# Ramona Bachmann
Ramona Bachmann   (Malters, 25 de desembre de 1990) és una futbolista internacional amb Suïssa que juga com a davantera al Houston Dash. També ha jugat a Suïssa, Suècia, Alemanya i França. Amb la selecció va ser nomenada millor jugadora de la Eurocopa sub-19 2009 i ha jugat la Eurocopa 2013 i el Mundial 2015.

## Trajectòria
| Temporades    | Lliga             | Club              | P  | G  | Actualitzat |
| ------------- | ----------------- | ----------------- | -- | -- | ----------- |
| 06/07         | D1                | SC LUwin.ch       |    |    |             |
| 2007 - 2011   | D1                | Umea IK           | 71 | 40 |             |
| 2010          | Prof.             | Atlanta Beat      | 10 | 01 |             |
| 2012 - 2015   | D1                | FC Rosengard      | 74 | 45 |             |
| 15/16 - 16/17 | D1                | VfL Wolfsburg     | 24 | 05 |             |
| 2017 - act.   | D1                | Chelsea FC        |    |    |             |
|               |                   |                   |    |    |             |
| 2007 - act.   | Selecció absoluta | Selecció absoluta | 76 | 42 | 06/12/2016  |

### Palmarès
| Títols — Seleccions nacionals            |       |      |      |      |
|                                          |       |      |      |      |
| Títols — Clubs                           |       |      |      |      |
| 4 Lligues                                | 2007  | 2008 | 2013 | 2014 |
| 1 Copa                                   | 2007  |      |      |      |
| 1 Copa                                   | 15/16 |      |      |      |
| Reconeixements — Premis                  |       |      |      |      |
|                                          |       |      |      |      |
| Reconeixements — Seleccions de jugadores |       |      |      |      |
|                                          |       |      |      |      |